# SS Winfield Scott
Pour les articles homonymes, voir Scott.
Le SS Winfield Scott est un bateau à roues à aubes américain lancé le 27 octobre 1850. Le soir du 1er décembre 1853, alors qu'il fait route entre San Francisco et le Panama, il s'échoue contre l'île Anacapa, dans les Channel Islands de Californie. Aujourd'hui protégée au sein du parc national des Channel Islands et du sanctuaire marin national des Channel Islands, son épave est inscrite au Registre national des lieux historiques depuis le 12 septembre 1988.